# Адам Малік (тенісист)
Адам Малік (нар. 10 травня 1967) — колишній малайзійський тенісист.
Найвищу одиночну позицію світового рейтингу — 436 місце досяг 10 квітня 1995, парну — 122 місце — 25 липня 1994 року.

## Фінали турнірів ATP за кар'єру

### Парний розряд: 1 (0–1)
| Результат | W-L | Дата     | Турнір                 | Покриття | Партнер       | Суперники                   | Рахунок       |
| --------- | --- | -------- | ---------------------- | -------- | ------------- | --------------------------- | ------------- |
| Поразка   | 0–1 | Чер 1994 | Санкт-Пельтен, Австрія | Ґрунт    | Джефф Таранго | Войтех Флегль Ендрю Флорент | 6–3, 1–6, 4–6 |

## Титули на челленджерах

### Парний розряд: (1)
| Ранг | Дата | Турнір                | Покриття | Партнер    | Суперники             | Рахунок  |
| ---- | ---- | --------------------- | -------- | ---------- | --------------------- | -------- |
| 1.   | 1994 | Вольфсбург, Німеччина | Килим    | Річ Бенсон | Вейн Артурс Саймон Юл | 7–6, 6–4 |